# Nikanor Zachwatajew
Nikanor Dmitrijewicz Zachwatajew (ros. Никано́р Дми́триевич Захвата́ев; ur. 14 lipca?/26 lipca 1898 we wsi Gari w obwodzie kirowskim, zm. 15 lutego 1963 w Moskwie) – radziecki dowódca wojskowy, generał-pułkownik, Bohater Związku Radzieckiego (1945).

## Życiorys
W lutym 1916 został powołany do rosyjskiej armii, ukończył szkołę podchorążych, uczestniczył w I wojnie światowej na Froncie Południowo-Zachodnim i Rumuńskim w stopniu porucznika, był kontuzjowany w walce. W 1918 wstąpił ochotniczo do Armii Czerwonej, był dowódcą batalionu, 1920 skończył szkołę artylerii w Niżnym Nowogrodzie, od czerwca 1920 brał udział w wojnie domowej m.in. jako dowódca baterii, szef wywiadu dywizjonu artylerii i adiutant dywizjonu artylerii, walczył m.in. z oddziałami anarchistów Nestora Machno na Ukrainie.
Po wojnie domowej był pomocnikiem powiatowego komisarza wojskowego, szefem wydziału sztabu i szefem sztabu pułku, w 1930 ukończył kursy doskonalenia kadry dowódczej Armii Czerwonej „Wystrieł” im. Kominternu, od 1931 pracował w Zarządzie Przygotowania Bojowego Armii Czerwonej. W 1935 ukończył Akademię Wojskową im. Frunzego i został inspektorem grupy kontroli przy Ludowym Komisariacie Obrony ZSRR, a w 1936 dowódcą pułku, w 1939 ukończył Akademię Sztabu Generalnego Armii Czerwonej i we wrześniu 1939 został w niej wykładowcą taktyki.
Po ataku Niemiec na ZSRR w czerwcu 1941 został zastępcą szefa wydziału operacyjnego sztabu Frontu Południowo-Radzieckiego, od listopada 1941 do maja 1942 był szefem sztabu 1 Armii Uderzeniowej Frontu Zachodniego i Północno-Zachodniego, od maja do grudnia 1942 dowodził 1 Korpusem Piechoty Gwardii, a od grudnia 1942 do maja 1944 12 Gwardyjskim Korpusem Strzeleckim Frontu Północno-Zachodniego i 2 Nadbałtyckiego. Od 22 maja 1944 do 10 lutego 1945 dowodził 1. Armią Uderzeniową na 2 i 3 Froncie Nadbałtyckim, a od 1 marca 1945 do końca wojny z Niemcami dowodził 4 Gwardyjską Armią 3 Frontu Ukraińskiego. Brał udział w walkach obronnych na Ukrainie w 1941, walkach o Kijów, bitwie pod Moskwą, operacji pskowsko-ostrowskiej, operacji tartuskiej, ryskiej i w zajęciu Węgier i Austrii. W czerwcu 1945 został dowódcą 35. Armii Nadmorskiej Grupy Wojsk/1 Frontu Dalekowschodniego, która w sierpniu 1945 wzięła udział w wojnie z Japonią, po zakończeniu wojny z Japonią dowodził 5 Armią na Dalekim Wschodzie.
W latach 1947–1950 był szefem sztabu Nadmorskiego Okręgu Wojskowego, 1950–1951 szefem sztabu Białoruskiego Okręgu Wojskowego, od grudnia 1951 do października 1953 dowódcą wojsk Dońskiego Okręgu Wojskowego, a od października 1953 do kwietnia 1955 I zastępcą dowódcy wojsk Białoruskiego Okręgu Wojskowego. Od kwietnia 1955 do czerwca 1957 był zastępcą szefa Sztabu Generalnego Sił Zbrojnych ZSRR, a od czerwca 1957 do 1960 głównym doradcą wojskowym przy Węgierskiej Armii Ludowej, następnie zakończył służbę wojskową. Został pochowany na Cmmentarzu Nowodziewiczym. W Klinie jego imieniem nazwano ulicę.

## Awanse
- Generał major (9 stycznia 1941)
- Generał lejtnant (28 kwietnia 1943)
- Generał pułkownik (8 września 1945)

## Odznaczenia
- Złota Gwiazda Bohatera Związku Radzieckiego (28 kwietnia 1945)
- Order Lenina (dwukrotnie)
- Order Czerwonego Sztandaru (czterokrotnie)
- Order Suworowa I klasy
- Order Kutuzowa I klasy
- Order Kutuzowa II klasy
- Order Świętego Stanisława III klasy
- Order Świętego Włodzimierza IV klasy
- Krzyż Zasługi Wojskowego Orderu Świętego Jerzego
- Order Świętej Anny IV klasy

Medale ZSRR i ordery zagraniczne.